# کلاینلانگنفلد
کلاینلانگنفلد (به آلمانی: Kleinlangenfeld) یک شهر در آلمان است که در بیتبورگ-پروم واقع شده‌است.